# Perizoma amplata
Perizoma amplata là một loài bướm đêm trong họ Geometridae.